# Rafael Sánchez Ferlosio
Rafael Sanchez Ferlosio je španski pisatelj romanov in esejev, slovničar in jezikoslovec, njegova dela pripadajo Književnosti po drugi svetovni vojni. Rodil se je v Rimu 4. decembra 1927. Zaslovel je z deloma: El Jarama in Industrias y andanzas de Alfanhuí. Za svoje delo je prejel dve nagradi, leta 2004 je bil dobitnik nagrade Cervantes, 5 let kasneje pa še nagrado Nacional de las Letras.

## Biografija
Rodil se je Rafaelu Sanchez Mazas, ki je bil eden vodilnih ideologov španske fašistične stranke, in italijanki Lilijani Ferlosio. 
Njegov rojstni kraj je Rim, kjer je oče delal kot dopisnik za časopis ABC. Ima dva brata -Miguel Sánchez-Mazas Ferlosio je matematik in filozof in Chicho Sánchez Ferlosio, pevec in pesnik. 
Obiskoval je v katoliško šolo San José de Villafranca de los Barros, kasneje pa je doktoriral v Madridu iz področja jezikoslovja in filozofije. 
Poročil se je z Carmen Martin Gaite, dekle ki je spoznal že na univerzi, kasneje sta se ločila. Imela sta hčerko Marto, ki je preminila leta 1985 stara 29 let. 
Drugič se je poročil z Demetrio Chamorro Corbacho.
Bil je član knjižnega kroga v Madrid skupaj z AUgustinom García Calvo, Isabel Llácer, Carlosom Piera in Victorjem Sánchez de Zavala. 
Skupaj z avtorji kot so: Ignacio Adocoa, Jesús Fernández Santos, la propia Martín Gaite y Alfonso Sastre je ustanovil in sodeloval v reviji Revista Española. Vsi prej našteti avtorji pripadajo reliazmu, ki je kazal vplive italijasnkega neorealizma. 
Njegova dela so zaznamovala špansko književno obdobje po vojni. Njegov prvi roman Industrias y andanzas de Alfanhuí je bil izdan 1951, štiri leta kasneje pa še El jarama.

## Alfanhuí in El Jarama
Alfanhuí je eden najbolj poznanih avtorjevih del, poseben je zaradi svoje vsebine in urejenega sloga kot tudi zaradi dejstva, da omenjenega dela ni bilo lahko uvrstiti v eno izmed literarnih zvrsti. Znanstveniki so bili tako postavljeni pred dvom, če Alfanhuí spada med zadnje veličastne primere pikaresknega romana ali bi ga bilo bolje imenovati prvo delo znotraj magičnega realizma.
El Jarama je delo, ki označuje predanost avtorja Sancheza Ferlosio, za katerega je prejel v letu 1955 nagrado Nadal in že leto kasneje nagrado Crítica, celotno dogajanje pa traja šestnajst ur in opisuje enajst prijateljev na ekskurziji ob bregovih reke Jarama. Dogajanje je predstavljeno iz treh različnih mest- iz obale reke, iz krčme v Moruistosu, kjer se pije, razpravlja in igra karte, in iz drevoredu ob bregovih, kjer se prijatelji pogovarjajo in počivajo. V dialogih prevladuje narečni jezik.
Ob koncu dneva, prijatelji odkrijejo, da se je ena izmed njihovih prijateljic utopila v reki kar je predstavljeno z žalostno pesnitvijo ob izgubi prijateljice, ki jo prijateljstvo ni moglo rešiti. Ta dogodek doda romanu nepričakovan preobrat v zgodbi, kajti pred utopitvijo se v zgodbi ne dogaja nič pomembnega in zdi se da bo v tem tonu potekala celotna zgodba. Zgodbi daje okvir geografski opis reke Jarama, opazni so pa tudi elementi realizma in behaviorizma kajti pripovedovalec ne vpleta svojih čustev ali razlag o psihologiji protagonistov.
Veliko strokovnjakov opisuje delo El Jarama kot simbolistično zgodbo, ki pa se slogovno močno razlikuje od Alfanhuí. Rafael Sánchez Ferlosio je vsestranski avtor, v nekaterih primerih realističen, fantastičen v drugih, ki se pogosto poslužuje esejev in včasih tudi pesnitev.
Druga literarna dela
Ferlioso je tudi avtor pripovedi Y el corazón caliente (1961) y Dientes, pólvora, febrero (1961); kasneje je za nekaj časa opustil pripovedno tehniko, v tem času pa je k španski literaturi prispeval s časopisnim delom in z eseji. Njegov prvi esej je izšel pod naslovom Personas y animales en una fiesta de bautizo v letu 1966, njegovi najbolj znani dela s kritično vsebino pa sta knjigi Las semanas del jardín (1974). Prevedel je tudi delo Víctor del Ayeyron, katerega originalni avtor je Jean Itard, ki vsebuje veliko število opomb. K pripovedništvu se je vrnil z obsežnim delom El testimonio de Yarfoz (1986), ki se konča nezaključeno in opisuje civilizacijo postavljeno na ozemlje v regiji Mantova, med Alcalá de Henares, Titulcia in Madridom. El testimonio de Yarfoz je bilo delo s katerim se je uvrstil med finaliste za nagrado Nacional de Literatura, ki je na koncu pripadala pisatelju Luisu Mateo Díez za delo La fuente de la edad.

## Ferlioso enasjist
V letu 1986 je Ferlosio izdal eseje Mientras no cambien los dioses nada ha cambiado, Campo de Marte 1. El ejército nacional in La homilía del ratón. Leta 1992 je v dveh obsežnih delih izdal Enayos y artículos, ki vsebujejo tudi neobjavljene tekste, leto kasneje pa še Vendrán más años malos y nos harán más ciegos, knjigo aforizmov za katero je prejel nagrado Nacional de Ensayo in Ciudad de Barcelona v letu 1994. Za njegova dela je bila značilna neizprosna kritika oblasti.
Izdal je tudi zbirko pripovedi El Geco (2005) in esejev Sobre la guerra (2007), njegovo zadnje delo izdano 2008 pa je naslovil Apuntes de polemología, kjer razmišlja o zgodovini, vojni, veri, pravici in fanatizmu. 

## Književna dela

#### Romani
- •	Industrias y andanzas de Alfanhuí (Cíes, 1951)
- •	El Jarama (Destino, 1955),
- •	El testimonio de Yarfoz (Alianza, 1986)

### Pripovedi
- •	Dientes, pólvora, febrero (Papeles de Son Armadans, 1956)
- •	Y el corazón caliente (Destino, 1961)
- •	El huésped de las nieves (Alfaguara, 1982)
- •	El escudo de Jotán (Alfaguara, 1983)
- •	El geco. Cuentos y fragmentos (Destino, 2005)

### Eseji
- •	Las semanas del jardín (Nostromo, 1974)
- •	Mientras no cambien los dioses, nada ha cambiado (Alianza, 1986)
- •	Campo de Marte 1. El ejército nacional (Alianza, 1986)
- •	La homilía del ratón (El País, 1986)
- •	Ensayos y artículos, I y II (Destino, 1992)
- •	Vendrán más años malos y nos harán más ciegos (Destino, 1993)
- •	Esas Yndias equivocadas y malditas (Destino, 1994)
- •	El alma y la vergüenza (Destino, 2000)
- •	La hija de la guerra y la madre de la patria (Destino, 2002)
- •	Non Olet (Destino, 2003)
- •	Glosas castellanas y otros ensayos. Diversiones (Fondo de Cultura Económica, 2005)
- •	Sobre la guerra (Destino, 2007)
- •	God & Gun. Apuntes de polemología (Destino, 2008)
- •	Guapo y sus isótopos (Destino, 2009)

### Celotna književna dela
- •	Campo de retamas (Mondadori, 2015)
- •	El escudo de Jotán (Debolsillo, 2015
- •	Ensayos I: Altos estudios eclesiásticos. Gramática, narración y diversiones (Debate, 2015)
- •	Ensayos II: Gastos, disgustos y tiempo perdido (Debate, 2016)
- •	Ensayos III: Babel contra Babel (Debate, 2016)
- •	Ensayos IV: Qwertyuiop (Debate, 2017)